# اوزکلا
اوزکلا، روستایی است از توابع بخش بلده شهرستان نور در استان مازندران ایران.

## جمعیت
این روستا در دهستان اوزرود قرار دارد و براساس سرشماری مرکز آمار ایران در سال ۱۳۸۵، جمعیت آن ۹۱ نفر (۳۸خانوار) بوده‌است. مردم اوزکلا از قومیت طبری هستند که ریشه آن به قوم آمارد و قوم تپوری می‌رسد. مردم اوزکلا به زبان طبری (مازندرانی) و گویش کجوری سخن میگویند.

## نگارخانه

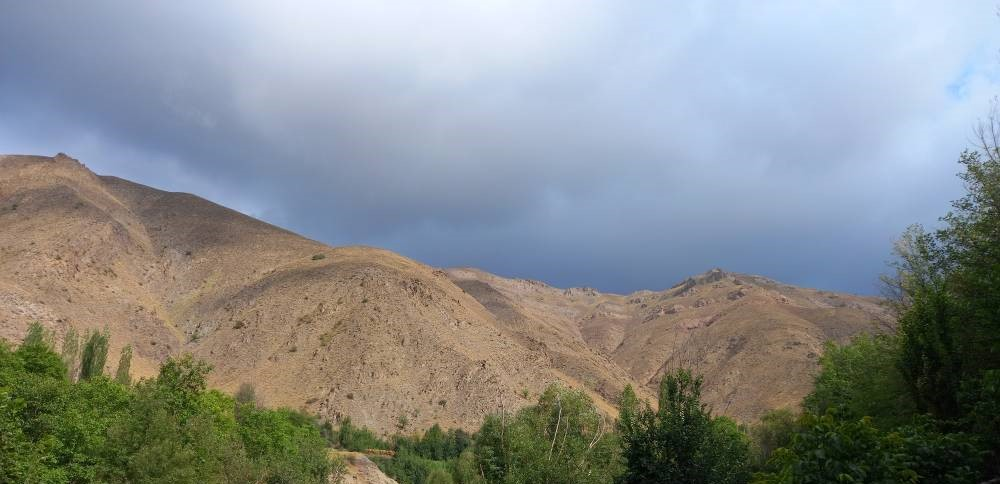
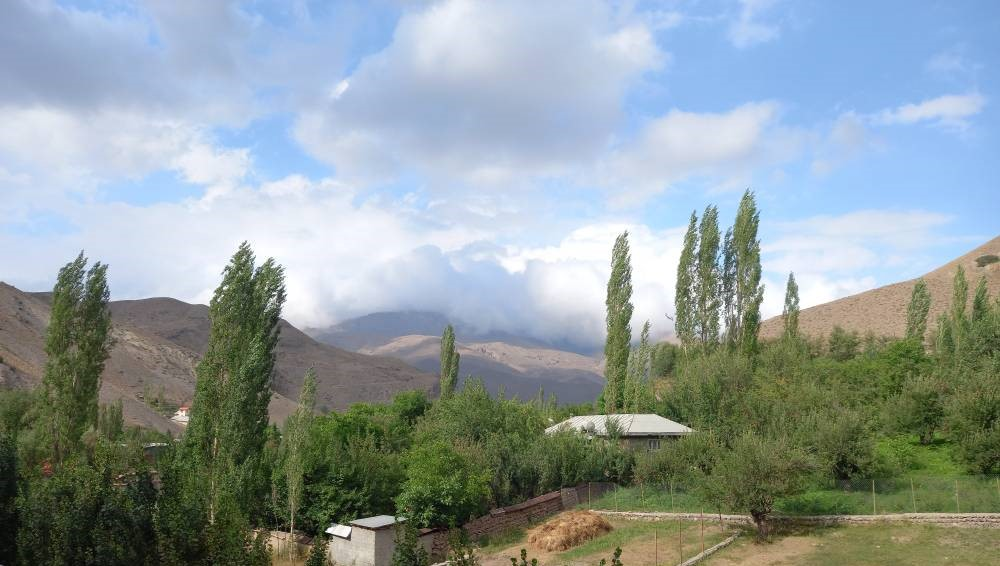
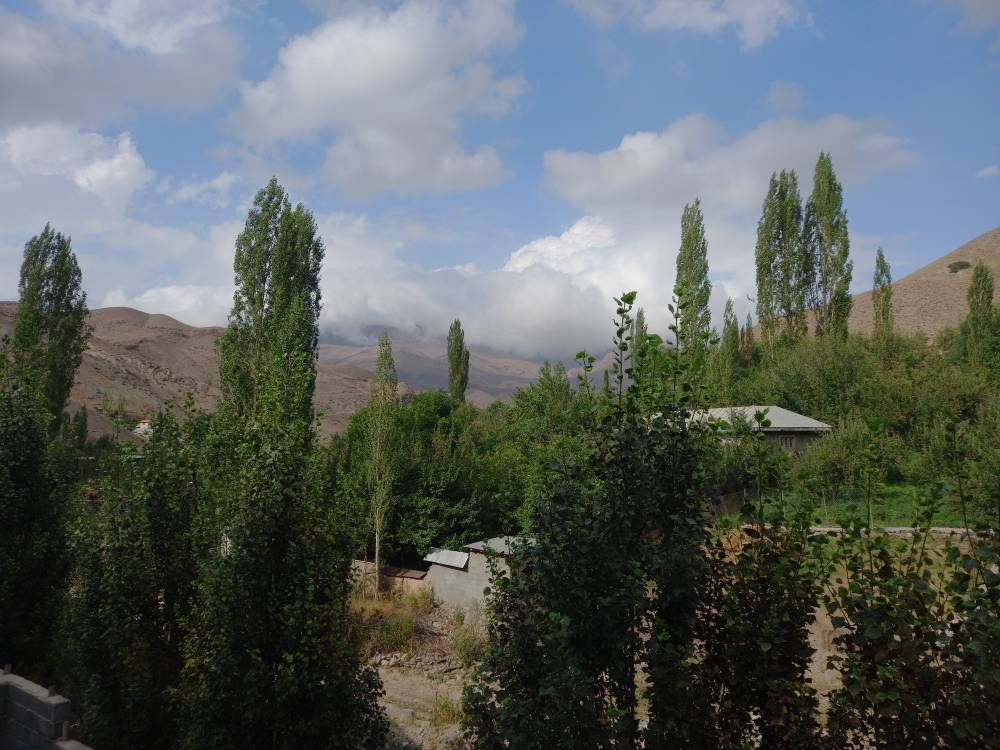
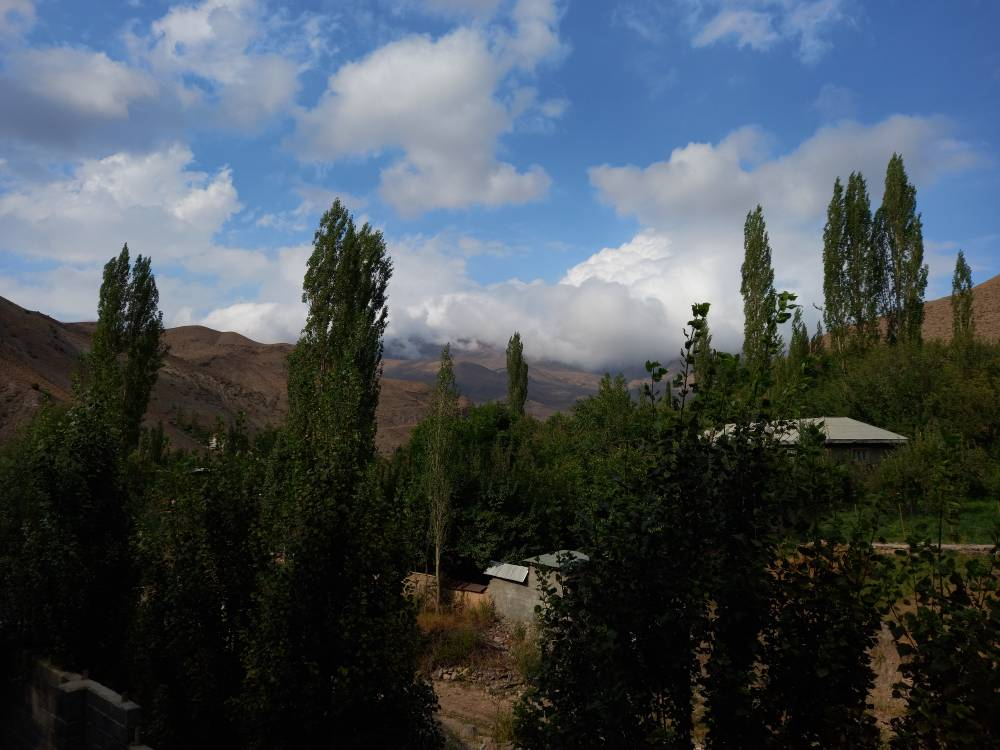
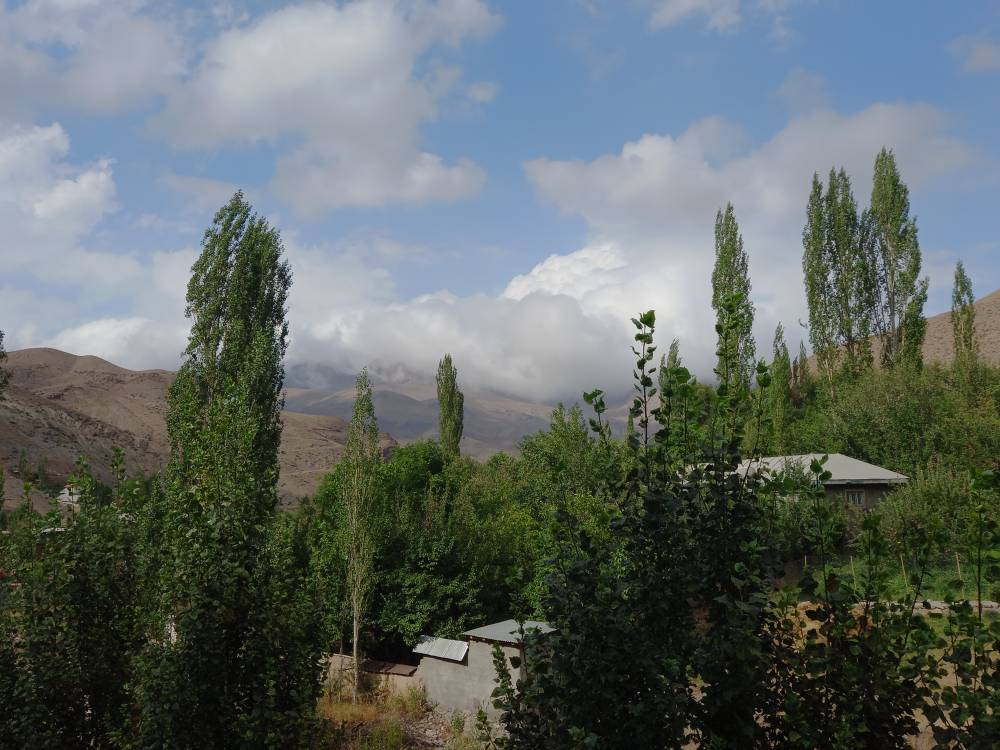
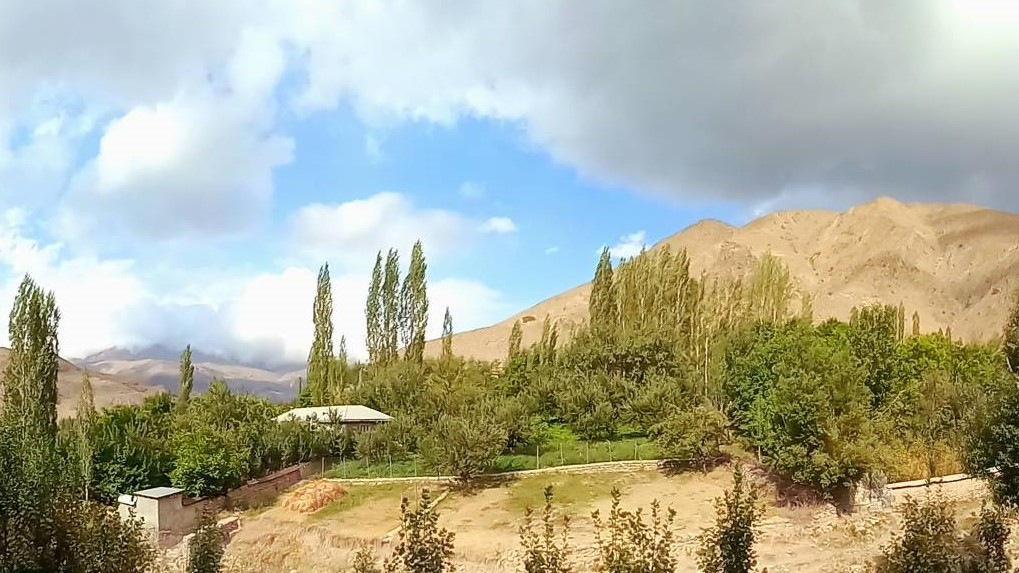
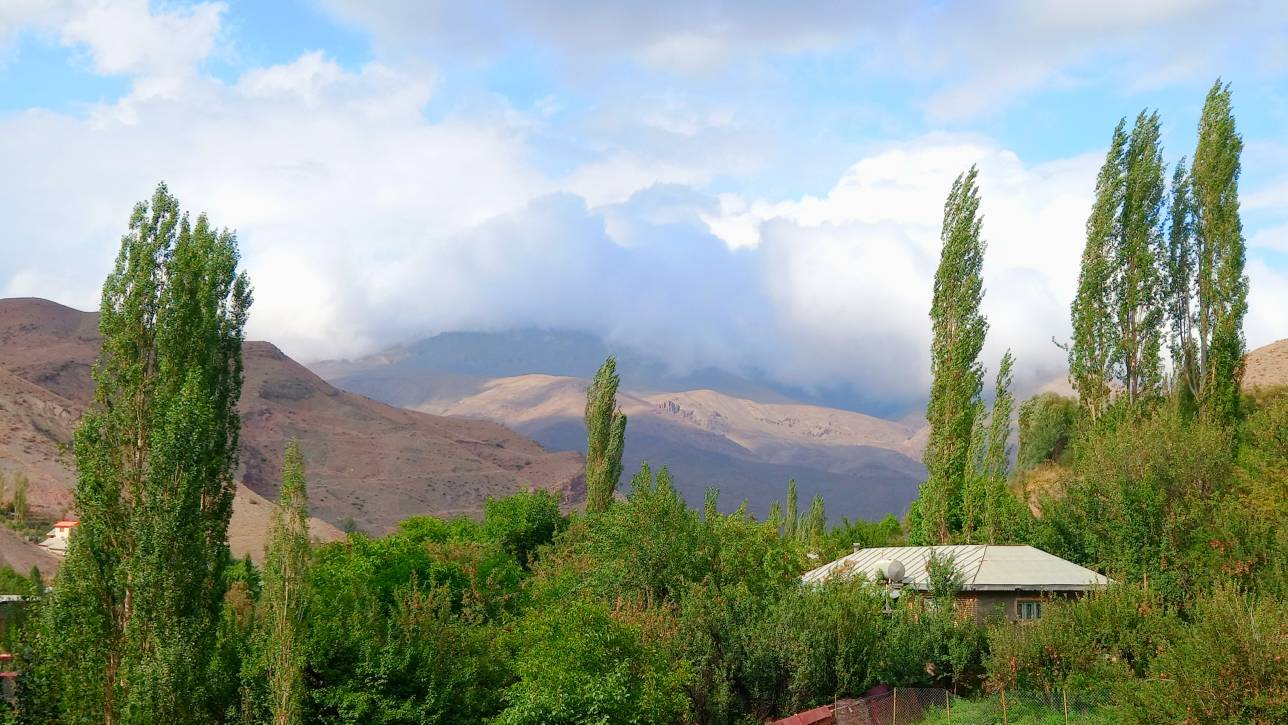
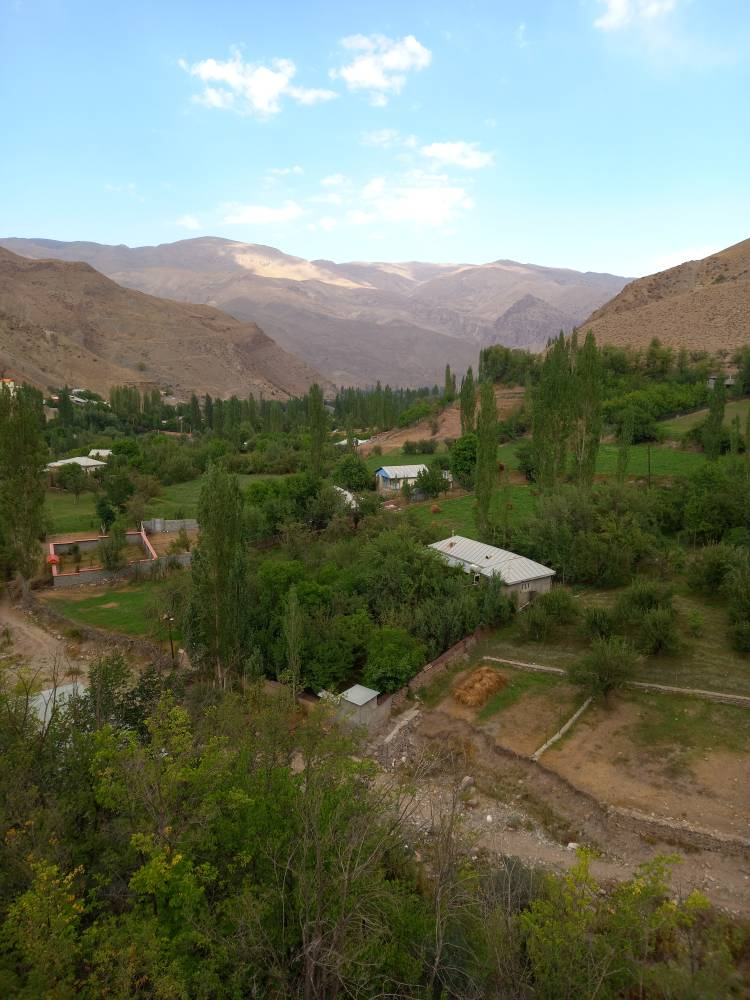
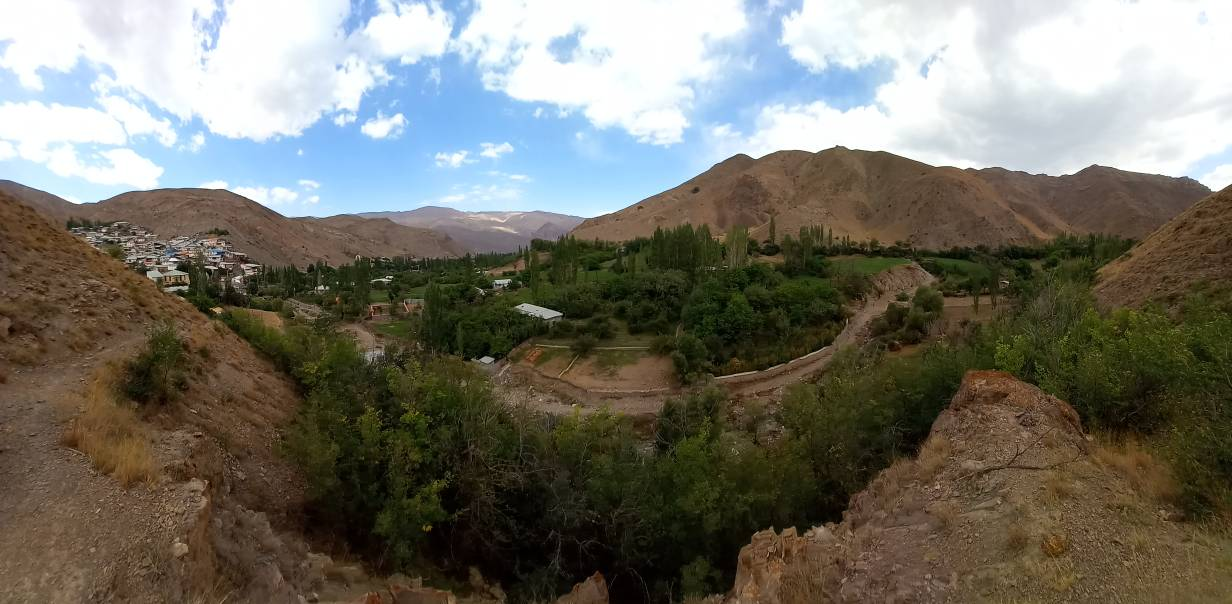
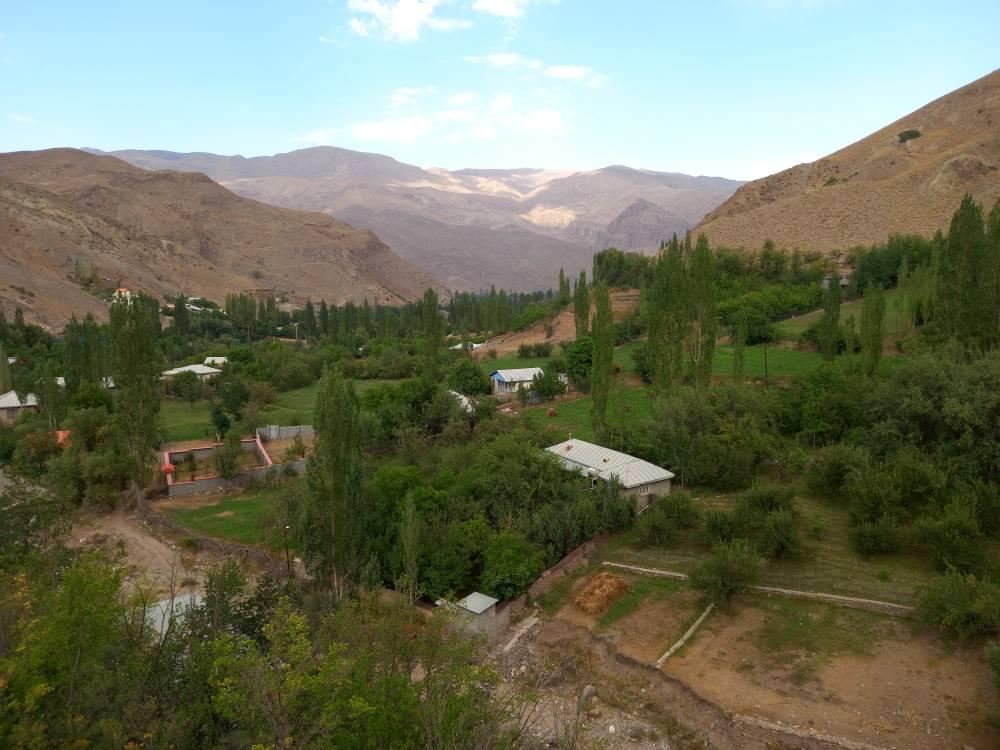
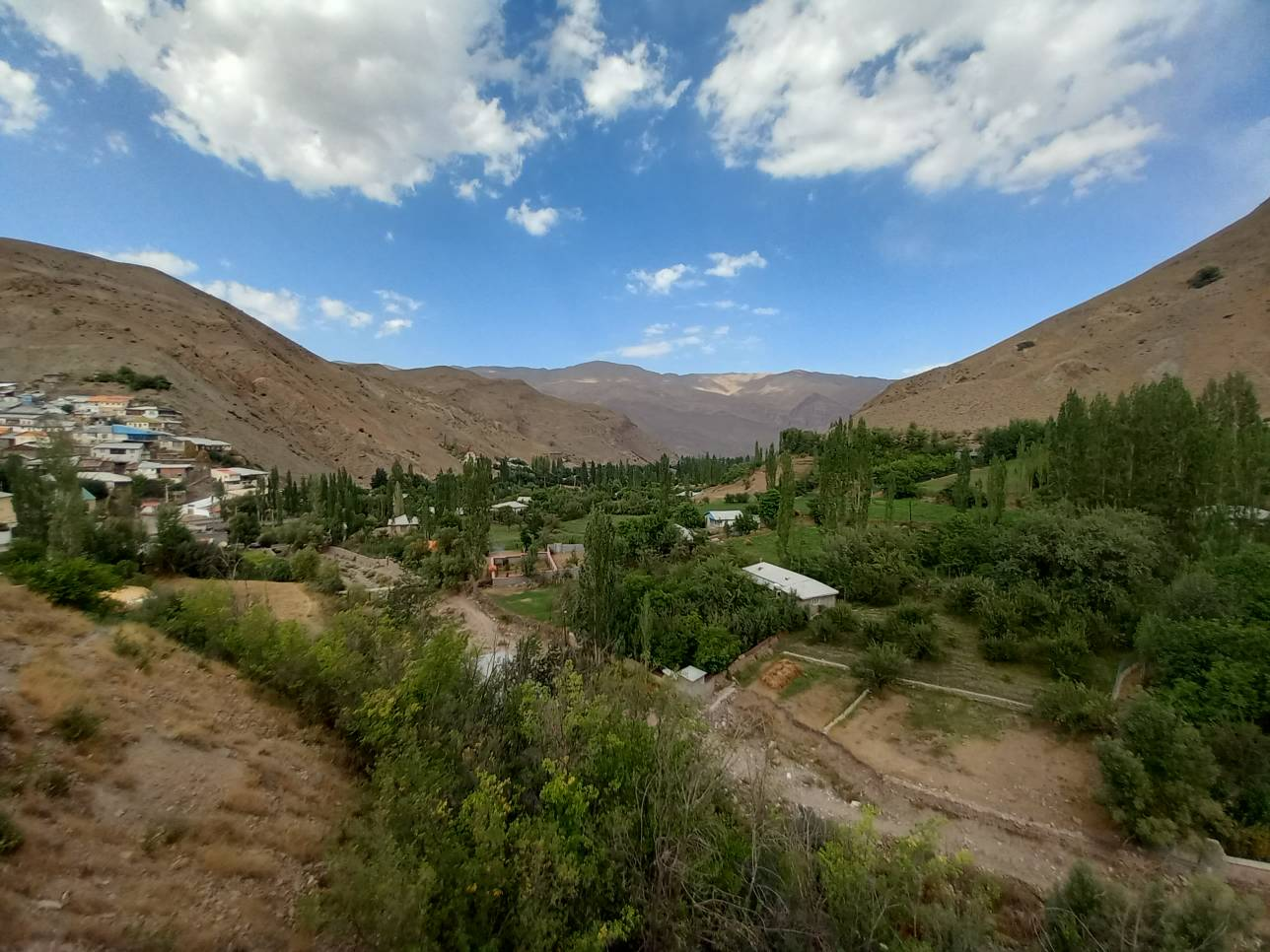
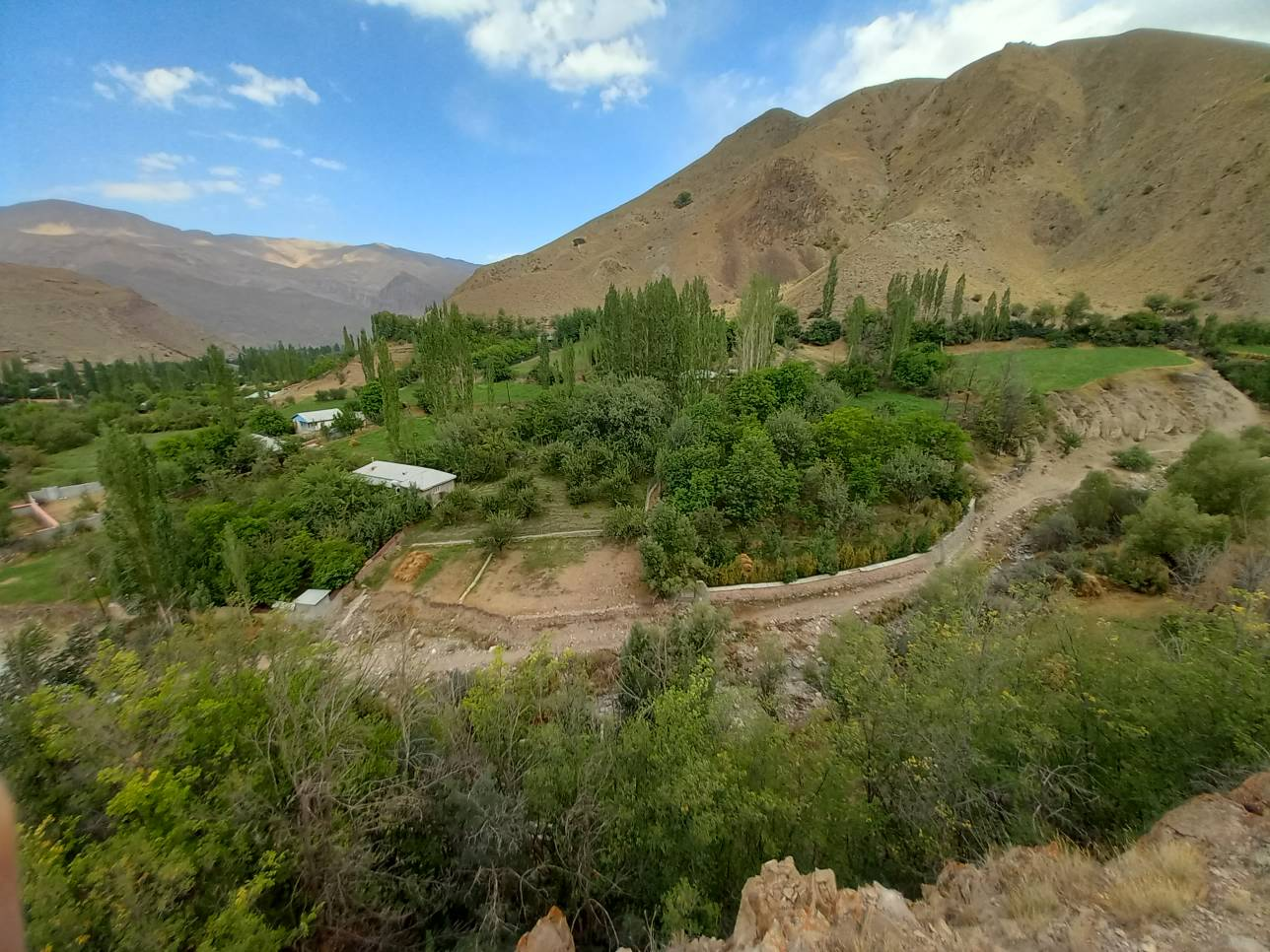
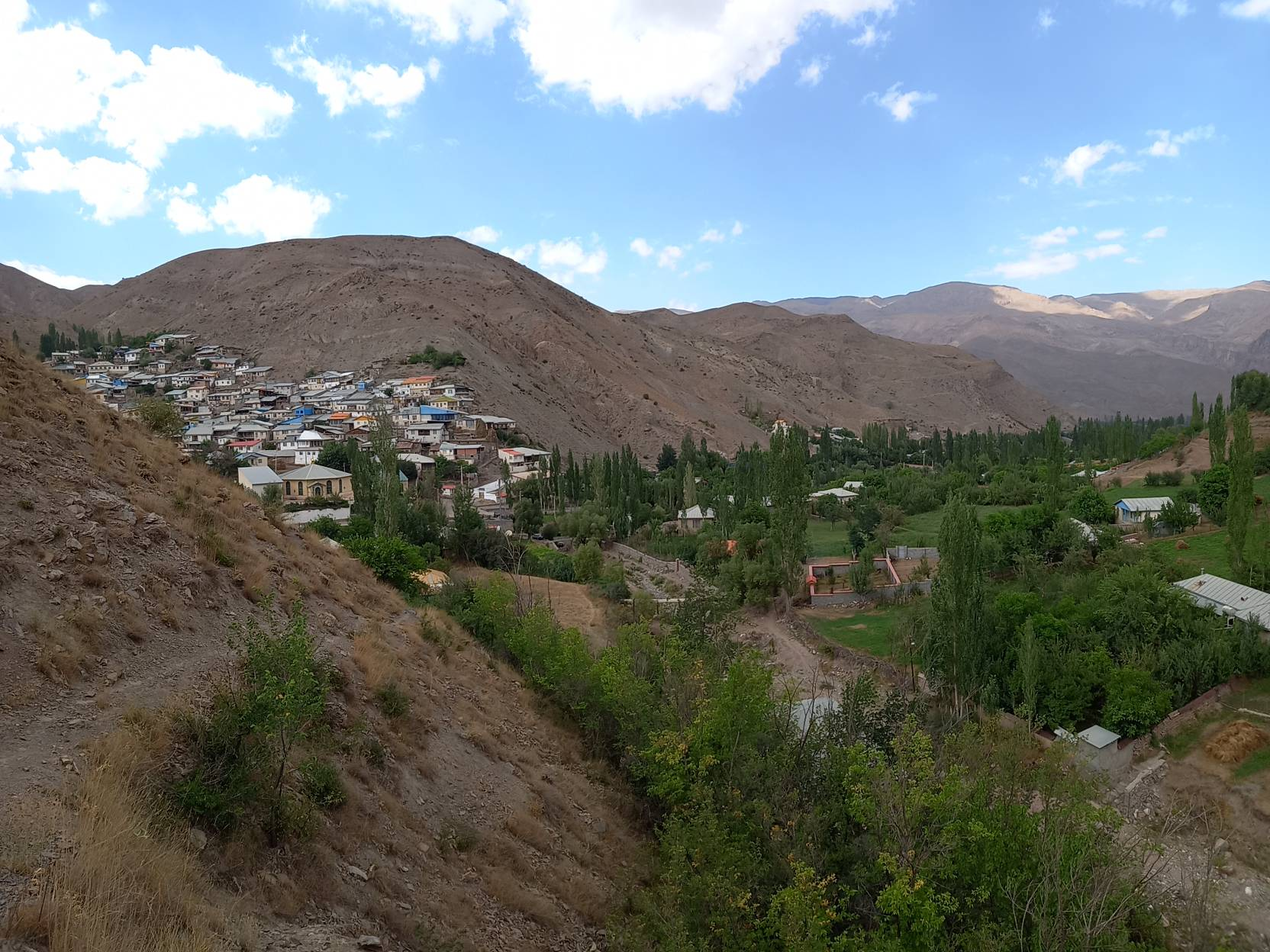
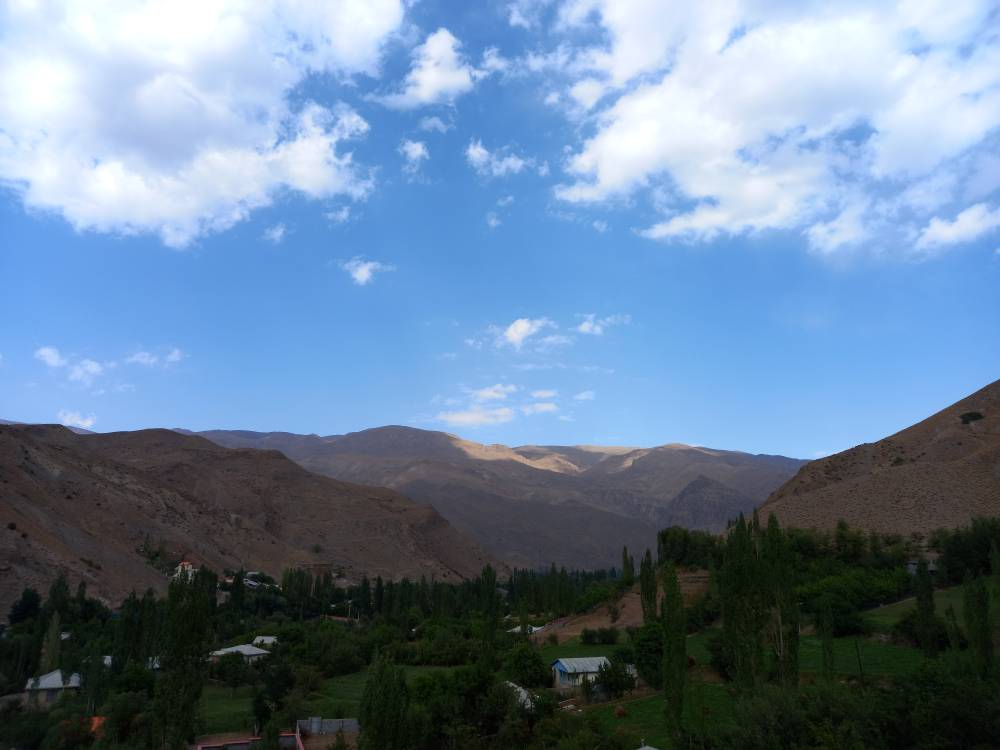
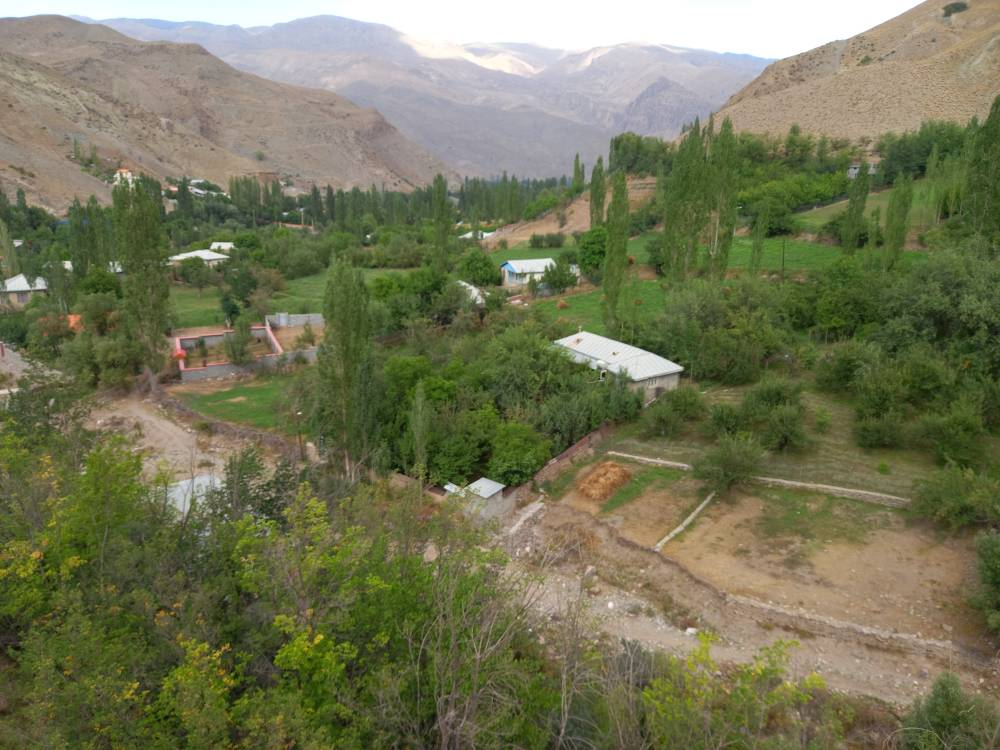
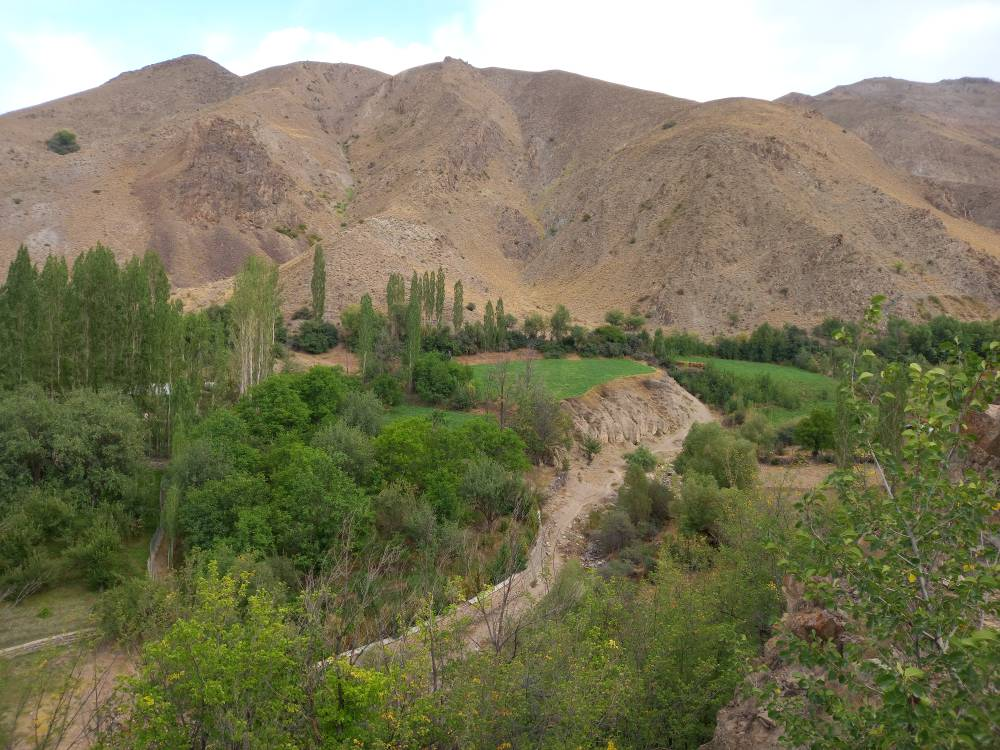
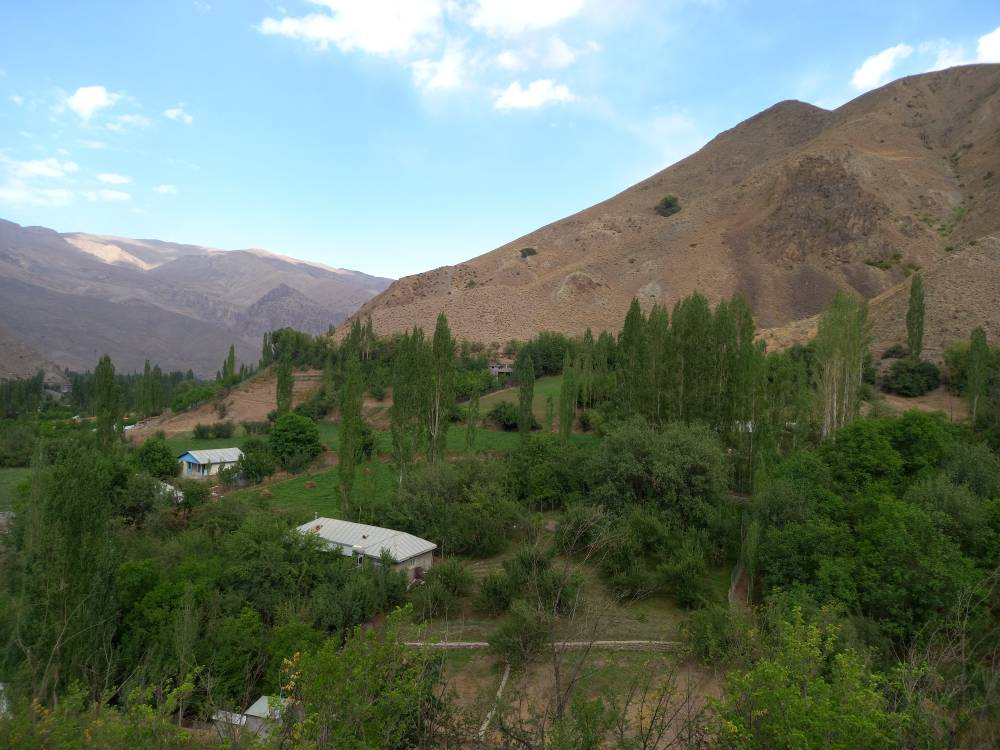